# 缨廷玢
缨廷玢，汉军正白旗人，是一名清朝政治人物。
缨廷玢曾于1778年接替程名程任金山县知县一职，1778年由李云翔接任。